# Оддсскардсгёйнг
Оддсскардсгёйнг (исл. Oddskarðsgöng; слушатьо файле) — автомобильный тоннель, проложенный в 1974-77 годах под горным массивом Оддсскард в регионе Эйстюрланд на востоке Исландии. Являлся частью дороги Нордфьярдарвегюр 92 и был закрыт в 2017 году, после открытия тоннеля Нордфьярдаргёйнг.

## Характеристика
Расположенный в 8 километрах к востоку от селения Эскифьордюр в регионе Эйстюрланд, тоннель Оддсскардсгёйнг был открыт для движения 14 декабря 1977 года. Тоннель длиной 626 м был вырыт в скальной породе под горным массивом Оддсскард на высоте 632 метра над уровнем моря. Через тоннель проходил участок дороги Нордфьярдарвегюр 92 — одной из самых высокогорных дорог Исландии. Туннель Оддсскардсгёйнг значительно облегчал движение по этому участку дороги, но поскольку находился на значительной высоте, то добраться до него зачастую было очень трудно, особенно в зимний период (с сентября по май) во время сильных снегопадов.
Тоннель шириной 4,5 м и высотой около 5 м состоит из одной галереи, движение осуществлялось по одной полосе шириной 3,5 м с несколькими разъездами. Порталы имеют профиль в виде симметричного знака ᑎ. Продольный уклон составляет около 1,5 % в сторону восточного портала. Работа тоннеля зависела от погодных условий и он не всегда открыт для проезда, так как зачастую поъезды к порталам заносило многометровым слоем снега.
После того как возле Эскифьордюр был построен базисный тоннель Нордфьярдаргёйнг, то 11 ноября 2017 тоннель Оддсскардсгёйнг был закрыт. Участок дороги Нордфьярдарвегюр 92, ведущий к восточному порталу был закрыты для движения транспорта, а участок от Эскифьордюр до западного портала был выведен из категории основных дорог и доступен как проселочная необслуживаемая дорога Оддсскардсвегюр 9549.